# 한국인삼산업전략화협의회
한국인삼산업전략화협의회는 인삼산업과 그 관련분야에 대한 학술활동 등을 통해 국가발전과 회원사 상호간의 협력을 통해 중복투자 방지, 공동 연구 목적으로 2002년 11월 7일 설립된 대한민국 농림수산식품부 소관의 사단법인이다. 사무실은 서울특별시 강남구 포이동 194-2, 쌍봉빌딩 402호에 있다.

## 주요 사업
- 각종 학술대회 및 포럼 개최
- 논문지와 학술지 및 기타 출판물의 간행
- 회원사 등과의 업무제휴 및 공동연구
- 인삼산업의 새로운 시장 창출 및 상품 연구개발 등